# Vilar e Viveiro
Vilar e Viveiro es una freguesia portuguesa del municipio de Boticas, distrito de Vila Real. Según el censo de 2021, tiene una población de 383 habitantes.

## Historia
Fue creada el 28 de enero de 2013 en aplicación de una resolución de la Asamblea de la República de Portugal promulgada el 16 de enero de 2013 con la unión de las freguesias de São Salvador de Viveiro y Vilar, pasando su sede a estar situada en la antigua freguesia de São Salvador de Viveiro.

## Demografía
| Gráfica de evolución demográfica de Vilar e Viveiro entre 2011 y 2021 |
|                                                                       |
| Datos según el nomenclátor publicado por el INE portugués.            |